# Peter van de Merwe
Petrus "Peter" van de Merwe (født 13. januar 1942, død 24. januar 2016) var en hollandsk fodboldspiller (målmand).
På klubplan tilbragte van de Merwe hele sin karriere hos NAC Breda i sin fødeby. Han nåede at spille mere end 200 ligakampe for klubben inden sit karrierestop i 1970.
Van de Merwe spillede desuden fem kampe for Hollands landshold, som han debuterede for 9. maj 1962 i en venskabskamp mod Nordirland.